# 中宮職
中宮職（ちゅうぐうしき）は、律令制において中務省に属して后妃に関わる事務などを扱う役所。元来は、すべての后妃の世話を行うために設置されたが後には皇后と中宮、皇太后などとの並立によりそれぞれに太皇太后宮職、皇太后宮職、皇后宮職と専属の職が置かれる。

## 構成
構成は上から記述
- 中宮大夫（だいぶ）は定員1名。位階は従四位下。
  - 中宮権大夫（ごんのだいぶ）は定員1名。位階は従四位下。

- 中宮亮（すけ）は定員1名。位階は従五位下。
  - 中宮権亮（ごんのすけ）は定員1名。位階は従五位下。

- 中宮大進（たいじょう、「たいしん」ともいう）は定員1名。位階は従六位上。
  - 中宮権大進（ごんのたいじょう、「ごんのたいしん」ともいう）もあったと思われ、藤原長方は正五位下・皇后宮権大進、後醍醐天皇側近の多田頼貞は皇太后宮権大進に叙任している。位階は従六位上と思われる。
- 中宮少進（しょうじょう、「しょうしん」ともいう）は定員2名。位階は従六位下。
  - 中宮権少進（ごんのしょうじょう、「ごんのしょうしん」ともいう）は定員1名。位階は従六位下。

- 中宮大属（だいさかん、「たいさかん」ともいう）は定員1名。位階は正八位下。
- 中宮少属（しょうさかん）は定員2名。位階は従八位上。

少属の下に「史生」（しせい）→「職掌」（しきしょう）→「使部」（しぶ）→「直丁」（じきちょう）の下級職員と「侍長」（さむらいのおさ）→「侍」（さむらい）の警備職員および「女孺」（にょじゅ）の女官が存在する。職掌・侍長・侍は平安時代中期に設置されていた令外官である。